# Giuseppe Pamphilj
Giuseppe Pamphilj (também Giuseppe Panfili ou Giuseppe Panphili) (1525 - 20 de novembro de 1581) foi um prelado católico romano que serviu como bispo de Segni (1570–1581).

## Biografia
Giuseppe Pamphilj nasceu em Verona, Itália, em 1525. No dia 10 de fevereiro de 1570, foi nomeado durante o papado do Papa Pio V como Bispo de Segni. A 17 de fevereiro de 1570, foi consagrado bispo por Antonio Elio, Patriarca Titular de Jerusalém, com Orazio Greco, Bispo de Lesina, e Matteo Barbabianca, Bispo de Pula, servindo como co-consagradores. Serviu como Bispo de Segni até à sua morte a 20 de novembro de 1581.

## Sucessão episcopal
Enquanto bispo, foi o consagrador principal de:
- Malachy O'Moloney, Bispo de Killaloe (1571);

e co-consagrador principal de:
- Donat O'Gallagher, Bispo de Killala (1570);
- Girolamo Rusticucci, Bispo de Senigallia (1570);
- Gregorio Forbicini, Bispo de Strongoli (1572);
- Ottavio Mirto Frangipani, Bispo de Caiazzo (1572);
- Gaspare Cenci, Bispo de Melfi e Rapolla (1574); e
- Dermot O'Cleary, Bispo de Mayo (1574).